# Bougainvillia platygaster
Bougainvillia platygaster är en nässeldjursart som först beskrevs av Ernst Haeckel 1879.  Bougainvillia platygaster ingår i släktet Bougainvillia och familjen Bougainvilliidae. Inga underarter finns listade i Catalogue of Life.